# Сироиси (город)
Сироиси (яп. 白石市 Сироиси-си) — город в Японии, находящийся в префектуре Мияги. Площадь города составляет 286,47 км², население — 36 249 человек (31 июля 2014), плотность населения — 126,54 чел./км².

## Географическое положение
Город расположен на острове Хонсю в префектуре Мияги региона Тохоку. С ним граничат города Какуда, Фукусима, Дате и посёлки Ситикасюку, Дзао, Огавара, Марумори, Куними, Кори.
В черте города расположен контактный зоопарк с лисами Дзао-Кицунэ-Мура.

## Население
Население города составляет 36 249 человек (31 июля 2014), а плотность — 126,54 чел./км². Изменение численности населения с 1980 по 2005 годы:
| 1980 | 41 275 чел. |  |
| 1985 | 42 262 чел. |  |
| 1990 | 42 030 чел. |  |
| 1995 | 41 852 чел. |  |
| 2000 | 40 793 чел. |  |
| 2005 | 39 492 чел. |  |

## Символика
Деревом города считается Fagus crenata, цветком — керрия, птицей — Cettia diphone.